# 哪裡有愛，哪裡就有上帝
哪裡有愛，哪裡就有上帝 （英語有時翻譯成Where Love Is, There God Is Also） 是俄國作家列夫·托爾斯泰的一篇短篇小說。它曾經被南森·哈斯克爾·多爾翻譯成英文，名為Where Love Is, There God Is Also。曾在美國克羅韋爾出版社出版，收集在《價值小冊》系列中。
這個名稱參考了天主教的一個讚歌：Ubi Caritas。
Ubi caritas（何處有仁）
et amor（何處有愛）
Deus ibi est.（上主必常在。）
 — Ubi Caritas（何處有仁）